# 346. strelska divizija (ZSSR)
346. strelska divizija (izvirno rusko 346-я стрелковая дивизия; kratica 346. SD) je bila strelska divizija Rdeče armade v času druge svetovne vojne.

## Zgodovina
Divizija je bila ustanovljena avgusta 1941 v Volsku.